# متحف القليبات
متحف القليبات هو متحف ومكتبة خاصة تقع في محافظة الأحساء التابعة لمنطقة الشرقية في المملكة العربية السعودية، أسس المتحف عبدالعزيز بن محمد الموسى.

## أصل التسمية
اقتتبس اسم المتحف من إحدي المناطق الزراعية في محافظة الأحساء.

## المحتويات
يحتوي المتحف علي عدد من القطع الأثرية، يشمل المتحف عدد 3 ساعات أثرية لملوك السعودية، ساعة لملك عبد العزيز آل سعود التي تحمل صورته منحوته ومذهبه، ومكتوب عليها (المملكة العربية السعودية عبد العزيز)، وساعة لملك فيصل بن عبد العزيز آل سعود ومكتوب عليها فيصل وشعار السعودية سيفين ونخله، والساعة الثالثة لملك سعود بن عبد العزيز آل سعود وتحمل صورة الملك. حصل مالك المتحف علي الساعات من والده محمد بن أحمد الموسى عندما أهديت ها عندما كان مديرعام علي أموال الدولة في عام 1366 هـ.

## المكتبة
تحتفظ المكتبة علي عدد من الكتب التراثية والمقتنيات النادرة.

## الزيارات
زار المتحف وفي عام 2017 زار المتحف مدير جامعة الملك فيصل محمد بن عبدالعزيز العوهلي وعدد من أعضاء هيئة التدريس في الجامعة، وفي عام 2018 زار وفد كويتي مكون من 31 شخصًا المتحف، وفي عام 2019 زار الملحق الدبلوماسي من القنصلية الأمريكية بالظهران ونائب الغرفة التجارية بالأحساء عبدالعزيز بن صالح الموسى، ومدير عام هيئة السياحة والآثار عمر الفريدي المتحف.